# Jour de la marmotte
Pour les articles homonymes, voir Groundhog Day.
Le jour de la marmotte (en anglais : Groundhog Day) est un événement célébré en Amérique du Nord le jour de la Chandeleur, soit le 2 février. Selon la tradition, ce jour-là, on doit observer l'entrée du terrier d'une marmotte. Si elle émerge et ne voit pas son ombre parce que le temps est nuageux, l'hiver laissera bientôt place au printemps. En revanche, si elle voit son ombre parce que le temps est lumineux et clair, elle sera effrayée et se réfugiera de nouveau dans son trou, et l'hiver continuera pendant six semaines supplémentaires.

## Origine

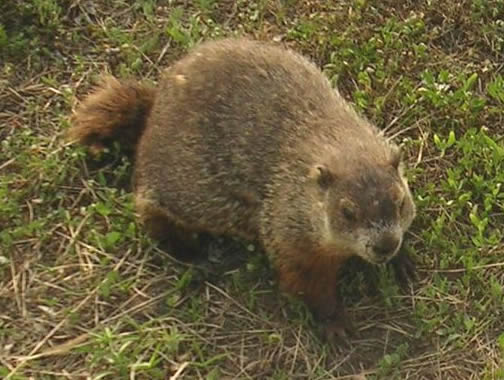
La marmotte (Marmota monax) est un rongeur de la famille des Sciuridae.

Les traditions liées au réveil des animaux dits « dormeurs » à la Chandeleur sont d'origine européenne. Selon les pays et les latitudes, l'animal attaché à ce folklore change. Selon Paul Sébillot, c'est à l'ours que la majorité de ces traditions est attachée. Dans les Pyrénées, en Bigorre, on disait qu'à la Chandeleur l'animal sortait de la grotte où il hibernait, inspectait le ciel, et si celui-ci était dégagé, retournait dans son gîte pour quarante jours. Dans le Limousin, il s'agit du loup, en Lorraine de la loutre, en Irlande du hérisson, etc. En prenant pied sur le continent américain par les émigrants, la tradition s'est attachée à l'animal hibernant le plus répandu, la marmotte. Une entrée du journal personnel de James Morris, commerçant du comté de Berks en Pennsylvanie, du 5 février 1841 mentionne d'ailleurs : « Mardi dernier le 2 était la Chandeleur, le jour où selon la tradition allemande la marmotte jette un coup d'œil hors de son terrier. Si elle voit son ombre, elle retourne se coucher pour six semaines de plus, mais si la journée est nuageuse elle demeure à l'extérieur car le reste de l'hiver sera doux ».

## Explication possible de la légende
Dans les pays tempérés de l'hémisphère nord, le printemps débute à l'équinoxe qui a lieu le 20 ou le 21 mars selon l'année. Avant 1582, le calendrier julien s'était éloigné de cette date de telle sorte que l'équinoxe tombait le 16 mars, ce qui est exactement 6 semaines après le 2 février. Lors du passage au calendrier grégorien, pour corriger cette dérive, il y eut confusion dans l'esprit des gens sur l'arrivée du printemps : les uns croyant que le printemps restait le 16 mars et les seconds le 21. La marmotte, ou tout autre animal hibernant, devint un arbitre.

## Explication physique
Au début de février, les pays tempérés de l'hémisphère nord se retrouvent dans une circulation atmosphérique zonale. Ceci veut dire qu'il y a des poussées d'air froid du nord qui alternent avec des incursions chaudes venant du sud. Un ciel clair et dégagé veut dire que la région est recouverte par un anticyclone arctique, donc l'air est très froid et l'hiver semble bien parti pour rester. Par contre, un temps nuageux signifie le passage d'une dépression amenant de l'air doux du sud ce qui peut faire penser à une fin précoce de cette saison. 
En réalité, le printemps a peu de chances d'arriver avant la date prévue et le temps qu'il fait le 2 février n'est que pure coïncidence. De plus, tout dicton provenant d'Europe a bien peu de chance de s'appliquer à un endroit qui a une climatologie différente comme l'Amérique du Nord. Finalement, une telle prédiction a très peu de chance d'être correcte sur un continent entier qui s'étend sur cinq fuseaux horaires et trente degrés de latitude.

## Commercialisation
Certaines petites villes d'Amérique du Nord ont tourné la popularité de cette légende en un festival. Ceci permet d'attirer l'attention médiatique et de favoriser le tourisme dans la région, surtout en une période de l'année plutôt déprimée dans ce secteur. Voici quelques marmottes célèbres donnant la météo :
- Phil de Punxsutawney en Pennsylvanie (rendue célèbre par le film Un jour sans fin) ;
- Willie de Wiarton en Ontario ;
- Sam de Shubenacadie en Nouvelle-Écosse qui passe en réalité l'hiver sans hiberner pour une meilleure mise en scène touristique ;
- Fred de Val-d'Espoir au Québec, qui fit sa première prédiction en 2010.

## Efficacité de la prévision
Les promoteurs de l'événement prétendent que le rongeur est correct entre 75 % et 90 % du temps mais une étude du Service météorologique du Canada menée sur 30 à 40 ans et comptant treize villes, montre que la validité de la prévision n'est que de 37 %, soit une différence non significative avec le hasard (33 % dans un tel cas de choix multiples). Le National Climatic Data Center des États-Unis note une efficacité de 39 %.

## Culture populaire
Le thème du Jour de la marmotte est évoqué dans plusieurs films ou séries télévisées, dont :
- Un jour sans fin, ou Le Jour de la marmotte au Québec et au Nouveau-Brunswick, est un film américain réalisé par Harold Ramis et sorti en 1993 ;
- Le jour de la marmotte, un épisode de série télévisée La casa de papel ;
- Le Jour de la marmotte de la saison 4 de Newport Beach.
- Le Noël marocain de la saison 5 de The Office. Une allusion est faite de ce jour de la marmotte.